# Asterostroma apalum
Asterostroma apalum är en svampart som först beskrevs av Berk. & Broome, och fick sitt nu gällande namn av George Edward Massee 1889. Asterostroma apalum ingår i släktet Asterostroma och familjen Lachnocladiaceae.   Inga underarter finns listade i Catalogue of Life.